# Türk Kadinlar Birligi

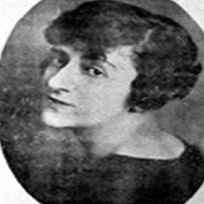
Nezihe Muhiddin, grundare av Türk Kadinlar Birligi.

Türk Kadinlar Birligi  ('Turkiska Kvinnors Union'), var en turkisk rösträttsförening, grundad 1924 och verksam till 1935. Den utgav tidningen Türk Kadın Yolu åren 1925–27, som var dess talorgan. 

## Historik
Kvinnofrågor började debatteras i Osmanska riket under andra hälften av 1800-talet, men det var först efter revolutionen 1908 som det blev möjligt att grunda politiska organisationer, och därefter uppkom de första kvinnoföreningarna, bland dem främst Osmanlı Műdafaa-ı Hukûk-ı Nisvan Cemiyeti.
Med införandet av den turkiska republiken 1923 förändrades förutsättningarna för den turkiska kvinnorörelsen, som omorganiserade sig i kvinnopartiet Kadinlar Halk Firkast ('Kvinnors Folkparti'), grundat av Nezihe Muhiddin. Eftersom partiet var illegalt omvandlades det dock 1924 av Nezihe Muhiddin till rösträttsföreningen Türk Kadinlar Birligi ('Turkiska Kvinnors Union'), som verkade för rösträtt för kvinnor. 
Kemal Ataturk tillgodosåg kvinnors basrättigheter genom tre stora reformer i sin samhällsmodernisering: genom att införa den schweiziska familjelagstiftningen 1926; genom att inkludera kvinnor i det statliga skolsystemet; och genom införandet av rösträtten 1934. När dessa reformer var införda, upplöste Türk Kadinlar Birligi 1935 sig självt, då de ansåg att deras krav hade blivit mötta. De stod värd för International Congress of Womens 12:e kongress, 12th Conference of the International Woman Suffrage Alliance, i Istanbul år 1935. Dess ordförande Latife Bekir förklarade då att det inte längre fanns ett behov av föreningen. 
Den turkiska kvinnorörelsen förklarade sig sedan lojalt med Kemals rörelse och sammansmälte med denna. En självständig kvinnorörelse återuppstod inte i Turkiet förrän på 1980-talet. 